# Винче, Мелинда
Мелинда Винче (венг. Vincze Melinda; род. 12 ноября 1983, Кишкёрёш) — венгерская гандболистка, левый вингер команды «ЭТВ-Эрди» и сборной Венгрии.

## Достижения

### В клубах
- Чемпионат Венгрии:
  - Чемпионка: 2003, 2004
  - Серебряный призёр: 2005, 2008
  - Бронзовый призёр: 2006, 2007
- Кубок Венгрии:
  - Серебряный призёр: 2008
  - Бронзовый призёр: 2007, 2011

### В сборной
Дебютировала 3 марта 2007 в матче против Норвегии, сыграла 64 игры и забила 89 голов.
- Чемпионат Европы:
  - Бронзовый призёр: 2012